# Вікторія Шоу
Вікторія Шоу (англ. Victoria Shaw, уроджена Джанетт Енн Лавіна Мері Елізабет Елфік (Jeanette Ann Lavina Mary Elizabeth Elphick), 25 травня 1935 — 17 серпня 1988) — австралійського акторка. Народилася в Австралії, де закінчила модельну школу і дебютувала в якості акторки в 1953 році. Через два роки, завдяки Бобу Хоупу, вона потрапила в Голлівуд, де уклала контракт з «Columbia Pictures». На кіноекранах вона з'явилася в таких фільмах як «Криваве кімоно» (1959) і «Західний світ» (1973), а також багато знімалася на телебаченні.
Зі своїм першим чоловіком, актором Роджером Смітом, Шоу була в шлюбі з 1956 по 1965 рік, народивши від нього трьох дітей. надалі вона перебувала у шлюбі з продюсером Елліоттом Александером, з яким незабаром розлучилася. Акторка померла в Сіднеї у віці 53 років від емфіземи.